# Un'ombra nel buio (film 1981)
Un'ombra nel buio (The Fan) è un film del 1981 diretto da Edward Bianchi e tratto dal romanzo The Fan di Bob Randall.
Il film ricevette una nomination al Razzie Awards per la peggior canzone originale, intitolata Hearts, Not Diamonds.
Il film è stato girato a New York City dal 31 marzo al luglio 1980.

## Trama
Douglas Breen è un giovane uomo d'affari ossessionato dall'attrice Sally Ross. Le scrive quasi quotidianamente, ma le lettere sono intercettate da Belle, la segretaria della diva, che lo tratta con condiscendenza. Douglas, sentendosi ignorato, decide di eliminare tutte le persone che si frappongono tra lui e la sua attrice preferita.